# Premio Marilyn Brown
Il Premio Marilyn Brown (detto anche The Marilyn Brown Novel Award) è un premio letterario statunitense istituito nel 1998. Si trata di un premio occasionale dato al miglior romanzo inedito, che si concentra su realistiche esperienze culturali dello Utah.

## Storia
Il premio è stato fondato da Marilyn Brown e suo marito, per trovare fiction di qualità focalizzate su esperienze regionali mormoni. In seguito hanno passato la responsabilità per l'assegnazione all'Association for Mormon Letters. Nel 2009, la Utah Valley University English Department ha preso in carico la gestione del premio. Essi hanno ampliato la portata del premio a tutte le fiction sulla regione Utah e intendono renderlo un premio annuale. Il montepremi è di 30.000 dollari.

## Albo d'oro
1998
- Vernal Promises di Jack Harrell

2000
- Angel of the Danube di Alan Mitchell

2001
- Mormonville di A. Jeff Call

2003
- House Dreams di Janean Justham

2005
- The Coming of Elijah di Arianne Cope
  - Menzione d'Onore: Seeker di Donald Marshall

2008
- Rift by Todd Robert Petersen
  - Menzione d'Onore: Voices at the Crossroads di Helynne Hollstein Hansen
  - Menzione d'Onore: Don't You Marry the Mormon Boys di Janet Kay Jensen

2009
- Avenging Saints di John Bennion

2010
- Across a Harvested Field di Robert Goble

2011
- Putting up Stars di Susan Auten

2012
- Boots and Saddles: A Call to Glory di Paul Colt

2013
- A Boy Scout’s Field Guide to the Red-shifting Universe di Scott Hatch

2014
- Clawing Eagle di Christy Monson